# 莫斯科国立仪器工程与计算机科学大学
莫斯科国立仪器工程与计算机科学大学（英语缩写为MSUIECS；俄语为МГУПИ）是一所莫斯科和俄罗斯的技术大学。该大学成立于1936年，前身是莫斯科金属工业函授学院。MSUIECS提供广泛的教育课程培养不同学科的专家、硕士、学士、博士和博士。

## 校园
为了开展教育和研究活动，MSUIECS联合了9个部门，包括41个主席和莫斯科、特维尔、雅罗斯拉夫尔和其他地区的10个子公司。

## 院系

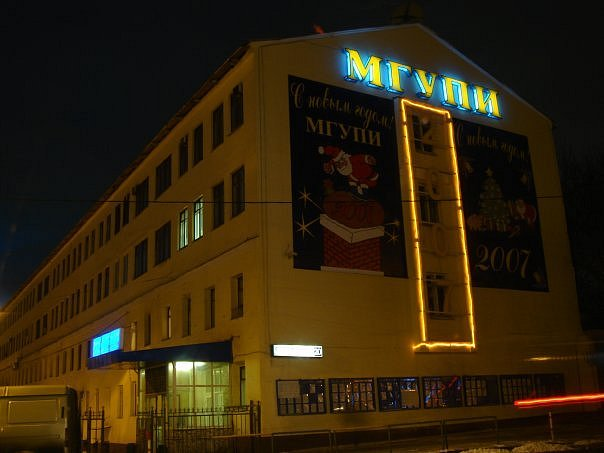

- 计算机科学技术（ТИ）
  - 信息安全（学士、硕士）
  - 材料科学（学士、硕士）
  - 机械工程（学士、硕士）
  - 技术机器和设备
  - 设计工程软件工程行业（学士、硕士）
  - 技术流程和生产自动化（学士、硕士）
  - 创新
  - 纳米技术和微系统
  - 艺术材料加工技术
  - 飞机和火箭发动机设计（专家）
  - 地面交通和技术工具（专家）
- 计算机科学（ИТ）
- 仪器制造和电子学 (ПР)
- 经济学 (ЭФ)
  - 经济学（学士、硕士）
  - 应用计算机科学（学士、硕士）
  - 经济安全（专家）
- 管理与法律（УП）
  - 法理学
  - 管理学（学士、硕士）
  - 人事管理（学士、硕士）
  - 国家和市政管理
  - 应用计算机科学（MA）
  - 依法维护国家安全（专家）
- 中等专业教育学院
- 夜校教师
- 专业技能提升学院

## 国际合作
该大学与德国、英国、法国、芬兰、保加利亚、波兰等国家保持着密切的学术和科学联系。该大学已与柏林工业大学、索非亚大学、于韦斯屈莱大学、瓦尔纳工业大学签署了协议。大学高级职员和顶尖教授积极参加在欧洲、美洲和亚洲举行的大型国际研讨会、讲习班和会议；他们还与许多国家的教育机构和研究中心进行讲座并领导联合研究。

## 分校
该大学还设有多个分校：
- 德米特罗夫
- 卡希拉
- 基姆雷
- 雷特卡里诺
- 莫扎伊斯克
- 谢尔吉耶夫镇
- 谢尔普霍夫
- 斯塔夫罗波尔
- 契诃夫
- 乌格利奇

## 著名校友
- 尤里·维克托罗维奇·别列日科（俄语：Бережко, Юрий Викторович），俄罗斯排球运动员
- 米哈伊尔·斯捷潘诺维奇·维索茨基（俄语：Высоцкий, Михаил Степанович），苏联和白俄罗斯科学家、政治家和公众人物
- 德米特里·维塔利耶维奇·克留科夫（俄语：Крюков, Дмитрий Витальевич），俄罗斯程序员，Rambler搜索引擎的作者